# Skláře (Mnichov)
Skláře (německy Glaserau) je zaniklá vesnice na území obce Mnichov, v k. ú. Skláře u Mnichova v okrese Domažlice v Plzeňském kraji. Vesnice ležela jeden kilometr jihovýchodně od Pivoně při cestě do Valtířova a Postřekova.
Skláře (Skláře u Mnichova) je také název katastrálního území o rozloze 2,36 km².

## Historie
Vesnice vznikla při sklářské huti a od svých počátků byla v majetku pivoňských augustiniánů. První písemná zmínka o vesnici pochází z roku 1586, další až v roce 1654. Na stabilním katastru z roku 1838 jsou zakresleny usedlosti kolem malé návsi. Po druhé světové válce postihl vesnici odsun německého obyvatelstva, po válce již nedošlo k dosídlení a stala se zdrojem stavebného materiálu. Ovšem nějakou dobu zde ještě fungovala hospoda a až do roku 1991 zde stál jeden z dvorů s cihelnou zdí.

## Obyvatelstvo
Sommerova topografie z roku 1839 popisuje ve vsi 17 domů a 96 obyvatel.
Při sčítání lidu v roce 1921 zde žilo 98 obyvatel, z toho 92 německé národnosti a šest cizozemců. Všichni obyvatelé se hlásili k římskokatolické církvi.
| Rok            | 1869 | 1880 | 1890 | 1900 | 1910 | 1921 | 1930 | 1950 | 1961 | 1970 | 1980 | 1991 | 2001 | 2011 |
| -------------- | ---- | ---- | ---- | ---- | ---- | ---- | ---- | ---- | ---- | ---- | ---- | ---- | ---- | ---- |
| Počet obyvatel | 91   | 68   | 78   | 91   | 121  | 98   | 80   | –    | –    | –    | –    | –    | –    | –    |
| Počet domů     | 17   | 17   | 17   | 18   | 19   | 15   | 16   | 19   | –    | –    | –    | –    | –    | –    |